# Fortuna (Schiff, 1969)
Die Fortuna ist ein deutsches Fahrgastschiff.

## Geschichte
Das Schiff wurde im Jahr 1969 gebaut. Günter Benja gibt als Bauwerft die Schiffswerft Clausen in Oberwinter an, Dieter Schubert die Schiffswerft Schmidt, die allerdings 1969 noch gar nicht in Oberwinter ansässig war. Im Binnenschifferforum hat man sich auf die Schiffswerft Oberwinter als Bauwerft der Fortuna geeinigt; dort findet sich auch eine Fotografie der Werftplakette.
Die Fortuna wurde für die Personenschifffahrt Jean Gilles, mittlerweile Gilles Personenschifffahrt, gebaut. Benja gibt ihre Länge mit 29,5 Metern, ihre Breite mit 6,5 Metern und ihren Tiefgang mit 1,3 Metern an. Das Schiff hatte 1975 laut Benja einen 250-PS-Motor und konnte damit eine Geschwindigkeit von 12 km/h erreichen. Es durfte zu Benjas Zeiten 250 Personen befördern. Dieter Schubert dagegen gibt für die Fortuna eine Länge von genau 30 Metern an, wohingegen seine anderen Maßangaben mit denen Benjas übereinstimmen. Auch die Höchstzahl von Fahrgästen gibt Schubert wie Benja mit 250 an. Zu Schuberts Zeit war das Schiff aber mit zwei Motoren, die jeweils 218 PS leisteten, ausgestattet. Gilles selbst gibt keine detaillierte Schiffsbeschreibung, erklärt aber, dass das Schiff je 100 Innen- und 100 Plätze auf dem Sonnendeck biete. Offenbar soll für alle Eventualitäten vorgesorgt werden, denn laut Gilles hat das Schiff nur eine Kapazität von 100 Fahrgästen. Im Binnenschifferforum findet sich die Angabe, die Fortuna sei mit zwei Deutz-Motoren mit je 250 PS versehen und dürfe nach wie vor 250 Personen befördern. Im Sommer 2024 stand die Fortuna zum Verkauf.